# Nikolai Nekràssov
Nikolai Alekséievitx Nekràssov, rus: Никола́й Алексе́евич Некра́сов, (10 de desembre del 1821 – 8 de gener del 1878, Sant Petersburg) fou un poeta rus, escriptor, crític i editor associat amb Vissarion Belinski i autor del famós poema titulat Les dones de Rússia.

## Biografia

### Primers anys
Nikolay Alexeievitx Nekràssov va néixer a Nemiriv (ara a la Província de Vínnitsia, Ucraïna), a la Bratslavsky Uyezd de la governació de Podolia. El seu pare Alexey Sergeievitx Nekràssov (1788–1862) era un descendent de la noblesa terratinent russa i un oficial de l'exèrcit imperial rus. Hi ha una certa incertesa sobre els orígens de la seva mare. Segons Brokhaus & Efron (i això es correspon amb les notes autobiogràfiques de Nekràssov de 1887), Alexandra Zakrzewska era una noble polonesa, filla d'un propietari ric que pertanyia a szlachta. Els registres de l'església expliquen una història diferent, i els estudiosos russos moderns tenen el seu nom com Ielena Andreievna. «Fins fa poc, els biògrafs del poeta deien que la seva mare pertanyia a la família polonesa. De fet, era filla del funcionari de l'estat ucraïnès Alexander Semionovitx Zakrevski, propietari de Iuzvino, un petit poble de la governació de Podolia», va afirmar Kornei Txukovski el 1967. Piotr Iakubovitx va argumentar que els registres podrien haver estat manipulats per ocultar el fet que la noia havia estat efectivament presa de Polònia sense el consentiment dels seus pares (Nekràssov a la seva autobiografia ho afirma). Dmitri Mirski va trobar una altra manera d'explicar aquesta discrepància suggerint que Nekràssov va crear el culte a la seva mare, li va donar qualitats improbables i va començar a adorar-la després de la seva mort.
El gener de 1823 Alexey Nekràssov, comandant de l'exèrcit, es va retirar i va traslladar la família a la seva finca a Grexnevo, Óblast de Iaroslavl, prop del riu Volga, on el jove Nikolai va passar els seus anys d'infància amb els seus cinc germans, els germans Andrei (n. 1820), Konstantin. (n. 1824) i Fiódor (n. 1827), germanes Elizaveta (n. 1821) i Anna (n. 1823). Aquesta jubilació anticipada de l'exèrcit, així com la seva feina com a inspector provincial, van frustrar profundament Aleksei Sergeievitx que aterria tant els pagesos com la pròpia família. Durant la infantesa, passada al Volga, prop de Iaroslavl, Nekràssov coneix els sofriments dels serfs de la gleva, i els sofriments de la seva mare, dona cultivada i sensible, esclavitzada pel marit. Dostoievski va dir d'ell: Era un cor ferit en néixer a la vida, i d'aquesta ferida que no es tancà mai era d'on brollava tota la seva poesia, tot el seu amor apassionat fins al sofriment per tot allò que pateix víctima de la violència i de la crueltat del poder sense límits, víctima d'allò que oprimeix la nostra dona russa, el nostre infant dins la família russa, el nostre home del poble en el seu destí, sovint tan amarg.
Aquestes experiències van traumatitzar Nikolai i més tard van determinar el tema dels seus poemes principals que representaven la difícil situació dels camperols i dones russos. La mare de Nekràssov estimava la literatura i va transmetre aquesta passió al seu fill; va ser el seu amor i suport el que va ajudar el jove poeta a sobreviure a les experiències traumàtiques de la seva infància, que es van veure agreujades per imatges d'injustícia social, semblants als records infantils de Fiódor Dostoievski. « El seu era un cor ferit, i aquesta ferida que no es va curar mai va servir com a font per al seu vers apassionat i patit per a la resta de la seva vida», va escriure aquest últim.

### Educació i debut literari

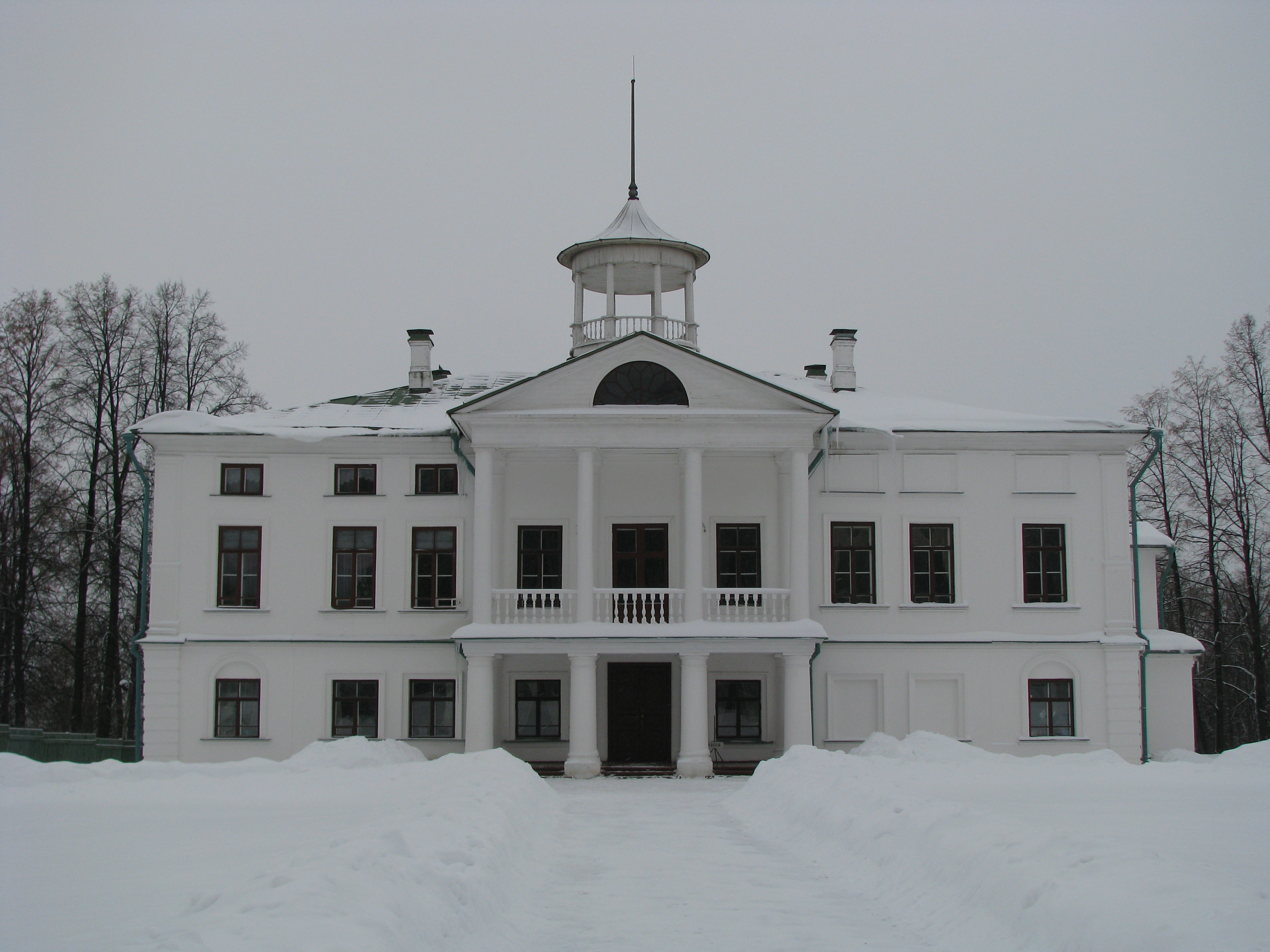
Cada estiu, Nekràssov anava a caçar a la finca del seu germà de Karabikha, prop de Iaroslavl (ara un museu commemoratiu).

El setembre de 1832, Nekràssov es va incorporar al gimnàs de Iaroslavl però el va abandonar prematurament. Les raons d'això podrien haver estat els suposats problemes amb els tutors sobre els quals va escriure sàtires (cap document d'arxiu ho confirmi) així com la insistència d'Aleksei Sergeievitx perquè el seu fill s'incorporés a l'acadèmia militar. El biògraf Vladimir Zhdanov també esmenta la falta de voluntat del pare per pagar l'educació dels seus fills; sens dubte va estar compromès en algun moment en una llarga correspondència amb les autoritats del gimnàs sobre aquest tema. Finalment, el juliol de 1837 es va emportar a casa dos dels seus fills grans, esmentant problemes de salut com a motiu, i Nikolai va haver de passar un any a Grexnevo, sense fer res més que acompanyar el seu pare en les seves expedicions. La qualitat de l'educació al gimnàs era deficient, però va ser allà on va créixer l'interès de Nekràssov per la poesia: admirava Byron i Puixkin, en particular l'Oda a la llibertat d'aquest últim.
Segons algunes fonts, llavors va ser enviat a Sant Petersburg pel seu pare, però Nekràssov a la seva autobiografia va sostenir que va ser la seva pròpia decisió d'anar-hi i que el seu germà Andrei el va ajudar a intentar persuadir el seu pare perquè obtingués totes les recomanacions requerides. «Als quinze anys tot el quadern [de versos] ja ha anat agafant forma, que era el motiu pel qual tenia picor de fugir a la capital», va recordar. Indignat per la negativa del seu fill a incorporar-se al Cos de Cadets, el pare va deixar de donar-li suport econòmic. El període de tres anys de les seves tribulacions de Petersburg va seguir quan el jove va haver de viure en condicions extremes i fins i tot una vegada es va trobar en un refugi per a persones sense llar. Ser d'origen noble només li va servir per tenir mala consciència de ser-ho. Les coses van anar millor quan va començar a donar classes particulars i a col·laborar en el Suplement literari de Russky Invalid, mentre recopilava llibres ABC i contes de fades versats per a nens i vodevils, sota el pseudònim de Perepelski. L'octubre de 1838 Nekrasov va debutar com a poeta publicat: el seu Pensament (Дума) va aparèixer a Syn Otechestva. El 1839 va presentar exàmens a la facultat de llengües orientals de la Universitat de Sant Petersburg, va suspendre i es va incorporar a la facultat de filosofia com a estudiant a temps parcial on va estudiar, de manera irregular, fins al juliol de 1841. Anys més tard, els detractors van acusar Nekràssov de mercantilisme (Un milió era el seu dimoni, va escriure Dostoievski). Però, «durant vuit anys (1838-1846) aquest home va viure a la vora de la fam... si hagués fet un pas enrere, fet les paus amb el seu pare, s'hauria tornat a trobar amb total comoditat», va assenyalar Iakubovix. «Podria haver-se convertit fàcilment en un general brillant, científic destacat, comerciant ric, si hi hagués posat el cor», va argumentar Nikolai Mikhailovski, elogiant la tossuderia de Nekràssov a seguir el seu camí.
El febrer de 1840, Nekràssov va publicar la seva primera col·lecció de poesia Somnis i sons, utilitzant les inicials NN seguint el consell del seu mecenes Vassili Jukovski, que va suggerir que l'autor podria sentir-se avergonyit dels seus exercicis infantils al cap d'uns quants anys. El llibre, revisat favorablement per Piotr Pletniov i Ksenofont Polevoy, va ser rebutjat per Alexey Galakhov i Vissarion Belinski. Uns quants mesos més tard, Nekràssov va recuperar i destruir la major part no venuda de la seva primera col·lecció; algunes còpies que van sobreviure s'han convertit en una raresa des d'aleshores. Somnis i sons, de fet, va ser una col·lecció irregular, però no un desastre com es pretenia i va incloure, encara que en estat embrionari, tots els motius principals de la poesia de Nekrasov posterior.

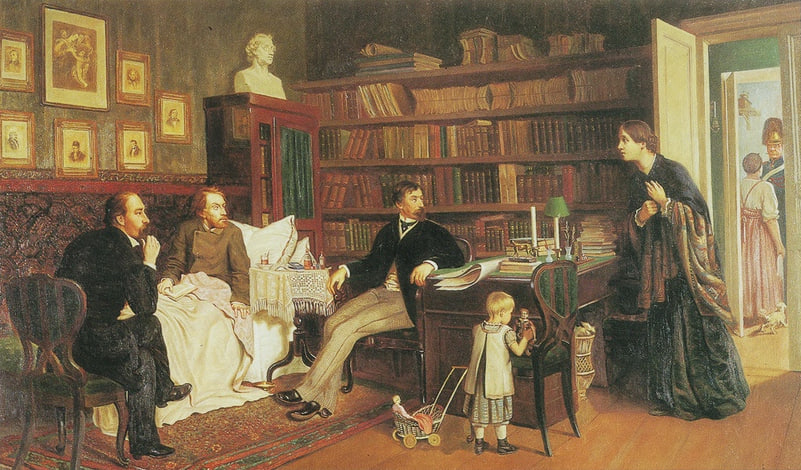
Nekrasov i Panayev visitant Belinski malalt. Per A.Naumov

El primer mentor literari de Nekràssov, Fiodor Koni, que va editar revistes de teatre (Repertori del teatre rus, després Panteó, propietat de Nikolai Polevoi), el va ajudar a debutar com a crític literari. Aviat es va convertir en un autor prolífic i va començar a produir sàtires (L'orador, L'oficial dels Estats) i vodevils (L'actor, El prestador de diners de Petersburg), per a aquesta publicació i Literaturnaia Gazeta. L'afició de Nekràssov pel teatre es va imposar al llarg dels anys, i els seus millors poemes (Dones russes, El ferrocarril, Els contemporanis, Qui és feliç a Rússia?) tenien un element diferent de drama.
L'octubre de 1841 Nekràssov va començar a contribuir a Otechestvennye Zapiski d’Andrei Kraievski (que va fer fins a 1846), escrivint de manera anònima. L'allau de prosa que va publicar a principis de la dècada de 1840 no va valer, és cert, però diverses de les seves obres (en particular, No amagar una agulla en un sac) es van representar al Teatre Aleksandrinski amb cert èxit comercial. El 1842 (un any després de la mort de la seva mare) Nekràssov va tornar a Grexnevo i va fer les paus amb el seu pare, que ara estava força orgullós dels èxits del seu fill.
El 1843 Nekrasov va conèixer Vissarion Belinsky i va entrar al seu cercle d'amics que incloïa Ivan Turgenev, Ivan Panayev i Pavel Annenkov. Belinski, obsessionat amb les idees dels socialistes francesos, va trobar a Nekrasov un gran simpatitzant per a qui els horrors de la servitud a la finca del seu pare eren encara un record fresc. A la carretera (1845) i Pàtria (1846), dos dels primers poemes realistes de Nekrasov, van delectar Belinski. El poeta va afirmar més tard que aquelles primeres converses amb Belinsky van canviar la seva vida i van commemorar el crític en uns quants poemes (En la memòria de Belinski, 1853; VGBelinski, 1855; Escenes de la caça de l'ós, 1867). Abans de la seva mort el 1848, Belinski va concedir a Nekràssov els drets per publicar diversos articles i altres materials originalment planejats per a un almanac, que s'anomenaria Leviatà.
A mitjans de la dècada de 1840, Nekrasov va compilar, editar i publicar dos almanacs influents, La fisiologia de Sant Petersburg (1845) i Col·lecció de Sant Petersburg (1846), aquest últim amb la primera novel·la de Fiódor Dostoievski, Pobra gent. Recollint les obres d'uns quants autors emergents (Ivan Turgenev, Dmitri Grigoróvitx, Vladímir Dal, Ivan Panayev, Alexander Hertzen, Fiódor Dostoievski entre ells), ambdós llibres van ser fonamentals per promoure la nova onada de realisme a la literatura russa. Diversos poemes de Nekrasov van trobar el seu camí a la compilació d'humor del primer d'abril que va publicar l'abril de 1846. Entre les curiositats destacades hi havia la novel·la El perill de gaudir dels somnis vans, de la qual han col·laborat Nekrasov, Grigorovitx i Dostoievski. Entre les obres de ficció escrites per Nekrasov en aquells anys hi havia la seva novel·la autobiogràfica inacabada La vida i les aventures de Tikhon Trostnikov (1843–1848); alguns dels seus motius es trobarien més tard en la seva poesia (Els infeliços, 1856; Al carrer, 1850, El taxista, 1855). En part, els Racons de Sant Petersburg, que apareixen a la Fisiologia de Sant Petersburg, van ser tractats més tard com una novel·la independent, serien un exponent del gènere escola natural.
Va escriure molt per guanyar-se la vida. Des de començaments dels anys 40 es dedica a l'activitat editorial. Publica unes miscel·lànies que es converteixen en el manifest literari de l'Escola natural, el moviment realista rus que s'inicia en aquella època i de la qual ell és un dels promotors.

### Sovremennik i Otechestvennye Zapiski

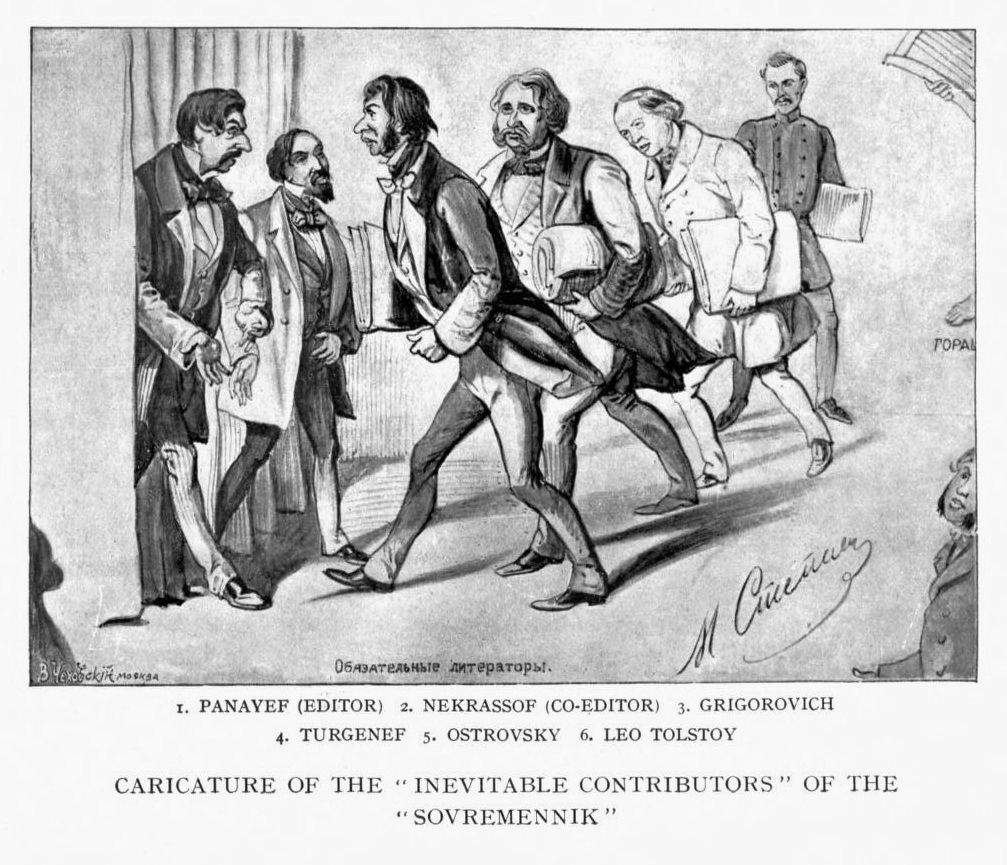
Sovremennik

El novembre de 1846 Panayev i Nekrasov van adquirir una revista popular Sovremennik ('El contemporani') que havia estat fundada per Aleksandr Puixkin però que va perdre impuls sota Piotr Pletniov i que es converteix en l'òrgan d'expressió dels escriptors progressistes (liberals i socialistes utòpics) i de tendències realistes; té una gran influència en la vida literària i social de l'època, en la maduració de l'ambient que fa possible l'abolició de la servitud de la gleva. Gran part del personal de l'antic Otechestvennie Zapiski, inclòs Belinski, va abandonar la revista d'Andrei Kraievski i es va unir a  Sovremennik per treballar amb Nekràssov, Panaiev i Alexander Nikitenko, un redactor en cap nominal. En només uns quants mesos, Nekràssov va aconseguir atraure a la revigoritzada revista les millors forces literàries de Rússia. Entre les obres que s'hi van publicar al llarg dels anys següents hi havia Els esbossos d'un esportista d'Ivan Turgueniev, Anton Goremika de Dmitri Grigorovitc, Una història comuna d’Ivan Gontxarov, Garraca el lladre d’Aleksandr Herzen i el Doctor Krupov. Un dels joves autors descoberts per Nekràssov va ser Lev Tolstoi que va debutar a Sovremennik amb la seva trilogia La infantesa, L'adolescència i La joventut.
Nekràssov va aconseguir salvar la revista durant el període Set anys de foscor (1848–1855), quan estava a punt de tancar-se i ell mateix estava sota la vigilància de la policia secreta. Per tal d'omplir els buits causats per la interferència de la censura va començar a produir llargues novel·les pintoresques (Tres països del món, 1848–1849, El llac mort, 1851), escrites conjuntament per Avdotia Panaieva, la seva dona de fet. La seva manera de fer amistat amb els censors convidant-los als seus sopars literaris setmanals va resultar ser una altra estratagema útil. El joc (un hàbit que comparteixen els avantpassats masculins per part del seu pare; el seu avi així va perdre la major part de la propietat familiar a través) també es va posar al servei, i com a membre del club anglès, Nekràssov va fer molts coneguts útils.
El 1854 Nekràssov va convidar Nikolai Txernixevski a unir-se a Sovremennik, el 1858 Nikolai Dobroliúbov es va convertir en un dels seus principals col·laboradors. Això va provocar la radicalització inevitable de la revista i la fractura amb el seu flanc liberal. El 1859, la crítica negativa de Dobroliúbov va indignar Turguéniev i va provocar la seva marxa de Sovremennik. Però l'afluència de joves autors radicals va continuar: Nikolai Uspenski, Fiodor Rexetnikov, Nikolai Pomialovski, Vasili Sleptsov, Piotr Iakubovich, Pavel Yakuxkin, Gleb Uspenski van entrar aviat en l'escena literària russa. L'any 1858 Nekràssov i Dobroliúbov van fundar Svistok (xiulet), un suplement satíric de Sovremennik. Els dos primers números (el 1859) van ser compilats per Dobroliúbov, a partir del tercer (octubre de 1858) Nekràssov es va convertir en l'editor i col·laborador habitual d'aquesta publicació.
El juny de 1862, després de la sèrie d'incendis a Petersburg dels quals es va culpar els estudiants radicals, Sovremennik va ser tancat, i un mes després Txernixevski va ser arrestat. Al desembre, Nekràssov va aconseguir que Sovremennik tornés a obrir i el 1863 va publicar Què hem de fer? per l'autor empresonat.

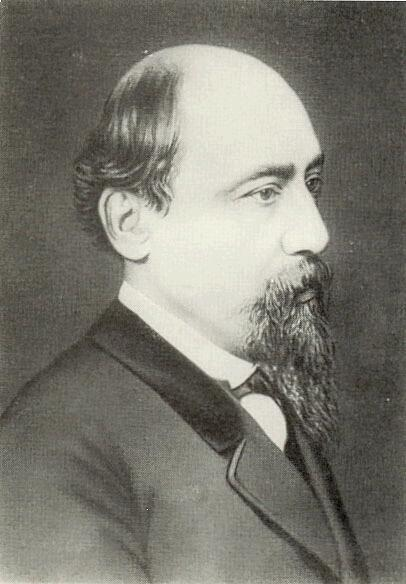
Nekràssov a la dècada de 1860.

L'any 1855 Nekràssov va començar a treballar en la seva primera col·lecció de poesia i el 15 d'octubre de 1856, Els poemes de N. Nekràssov van ser aclamats pel públic i la crítica. «L'extasi és universal. Difícilment es podria dir que els primers poemes de Puxkin, o Revizor, o Les ànimes mortes van tenir un èxit com el teu llibre», va escriure Txernixevski el 5 de novembre a Nekràssov que estava a l'estranger en aquell moment, rebent tractament mèdic. «Els poemes de Nekrasov... branden com el foc», va escriure Turgueniev. «Nekràssov és un ídol dels nostres temps, un poeta adorat, ara és més gran que Puxkin», va escriure Elena Stakensneider. Al seu retorn l'agost de 1857, Nekràssov es va traslladar al nou pis de la casa dels Kraievski a Liteini Lane a Sant Petersburg, on va residir des d'aleshores la resta de la seva vida.
El Manifest de 1861 no va impressionar Nekràssov. «Això és llibertat? Més semblant a una falsificació, una burla als camperols», va dir, segons es diu, a Yxernixevski el 5 de març, el dia de la publicació del Manifest. Les seves primeres respostes poètiques a la reforma van ser Llibertat (Ja sé, en lloc de les velles xarxes n'havien inventat unes de noves...) i Korobeiniki (1861). Aquest últim es va publicar originalment a la sèrie Llibres vermells iniciada per Nekràssov específicament per als lectors camperols. Aquests llibres van ser distribuïts per 'ophens', comerciants errants, no molt diferent dels korobeinikis Tikhonitx i Ivan, els dos herois del poema. Després del segon número, la sèrie va ser prohibida pels censors.
El 1861 Nekràssov va començar a fer campanya per l'alliberament del seu col·lega arrestat, Mikhail Larionovitch Mikhailov, però va fracassar: aquest últim va ser deportat a Sibèria. Més reeixit va ser la seva petició per l'alliberament d’Afanasi Shchapov: el decret que ordenava la degradació de l'historiador de Petersburg a un monestir va ser recuperat per Alexandre II. Després de la mort del seu pare, Nekràssov el maig de 1862 va comprar la finca de Karabikha, visitant-la anualment fins a la seva pròpia mort.
L'abril de 1866, després de l'atemptat de Dmitri Karakozov contra la vida del tsar, Nekràssov, per salvar Sovremennik del tancament, va escriure l'Oda a Osip Komissarov (l'home que va salvar la vida del monarca deixant de banda Karakozov).) per llegir-la públicament al Club d'Anglès. El seu altre discurs poètic va saludar Muraviov el Penjat, un home responsable de la brutal repressió de l'aixecament polonès de 1863, que ara estava a càrrec del cas Karakozov. Tots dos gestos van resultar inútils i el maig de 1866 Sovremennik va ser tancat definitivament.
A finals de 1866, Nekràssov va comprar Otechestvennye Zapiski per fer-se l'editor d'aquesta publicació amb Grigori Ielisséiev com a adjunt (aviat es va unir Mikhaïl Saltikov-Sxedrín) i l'anterior propietari Kraievski com a administrador. Entre els autors atrets pel nou OZ hi havia Aleksandr Ostrovski i Gleb Uspenski. Dmitri Píssarev, posat al capdavant de la secció de crítica literària, va ser succeït posteriorment per Alexander Skabitxevski i Nikolai Mikhailovski.
El 1869 OZ va començar a publicar el que va resultar ser el poema més famós de Nekràssov, Qui és feliç a Rússia? (1863–1876). L'any 1873, un grup de naródniks de Ginebra va imprimir la col·lecció no autoritzada i titulada enganyosa de poemes i cançons nous de Nekràssov, amb tots els poemes de protesta prohibits a Rússia, un clar senyal de per quina inspiració s'ha convertit ara en el poeta per a la clandestinitat revolucionaria.

### Malaltia i mort

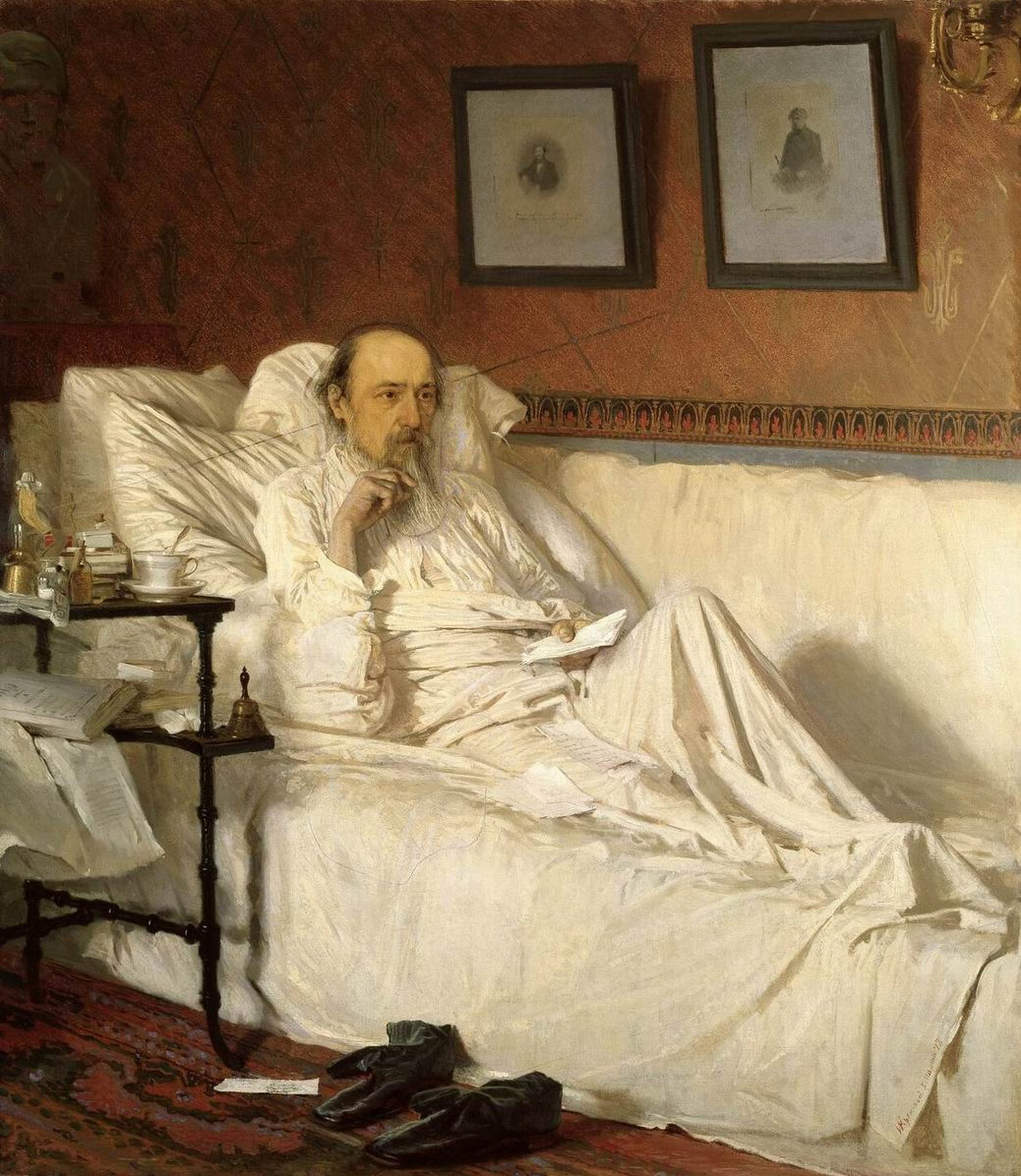
Nekràssov a finals de 1877. Retrat d’Ivan Kramskoi

Durant molts anys, Nikolai Nekràssov va patir una malaltia crònica de la gola. L'abril de 1876 dolors intensos van provocar un insomni que va durar mesos. Al juny Saltikov-Shchedrin va arribar de l'estranger per succeir-lo com a redactor en cap d’OZ. Encara no segur de la naturalesa de la malaltia, el doctor Serguei Botkin va aconsellar a Nekràssov que anés a Crimea. El setembre de 1876 va arribar a Ialta, on va continuar treballant a la part final de Qui és feliç a Rússia, La festa per a tot el món. Prohibit pels censors, aviat va començar a estendre's en còpies escrites a mà per tota Rússia. Ja el 1875 el concilium d'alt perfil dirigit per Nikolai Sklifosovski havia diagnosticat el càncer intestinal.
El febrer de 1877, grups d'estudiants radicals van començar a arribar a Ialta d'arreu del país per donar suport moral a l'home moribund. El pintor Ivan Kramskoi va venir per quedar-se i treballar en el retrat del poeta. Una de les últimes persones que Nekràssov va conèixer va ser Ivan Turgenev, que va arribar a fer les paus després d'anys d'agris debats. La cirurgia realitzada el 12 d'abril de 1877 per Theodor Billroth, que va ser convidat des de Viena per Anna Alexeievna Nekrasova va portar un cert alleujament, però no per molt de temps. «El vaig veure per darrera vegada només un mes abans de la seva mort. Semblava un cadàver... No només parlava bé, sinó que conservava la claredat d'ànim, aparentment negant-se a creure que el final estava a prop», va recordar Dostoievski.
Nikolai Alekseievitx Nekràssov va morir el 8 de gener de 1878. Quatre mil persones van acudir al funeral i la processó que portava al cementiri de Novodévitxi es va convertir en una concentració política. Fiodor Dostoievski va pronunciar un elogi principal, anomenant Nekràssov el poeta rus més gran des d’Aleksandr Puixkin i Mikhaïl Lérmontov. Una part de la multitud, els seguidors de Txernixevski (amb Gueorgui Plekhànov com un dels seus líders), van corejar «No, era més gran!» Els membres de Zemlya i Volya, al costat d'altres grups radicals (amb corones de flors dels socialistes), també van ser presents. «El seu funeral va ser una de les demostracions de popularitat més sorprenents que mai s'hagi concedit a un escriptor rus», segons Mirsky.

## Vida privada

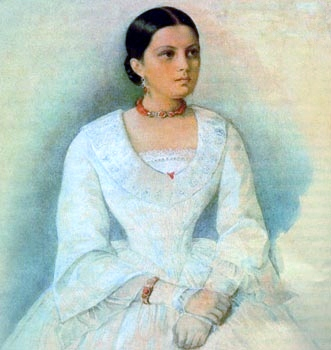
Avdotia Panaieva

Nikolai Nekràssov va conèixer la ja casada Avdotya Panaieva el 1842, quan ja era una escriptora prometedora i una amfitriona popular d'un saló literari. Nekràssov, de 20 anys, es va enamorar, però va haver d'esperar uns quants anys per a la seva resposta emocional i almenys en una ocasió va estar a punt de suïcidar-se, segons un dels seus poemes del cicle Panaieva, Fa un temps, rebutjat per tu.... Durant uns quants anys va lluitar amb els seus sentiments (segons Chernixevski), després el 1847 va sucumbir. «Aquest va ser el dia de sort que considero com el començament de tota la meva vida», va escriure Nekràssov més tard.
La manera com Nekràssov es va traslladar a la casa de Panaiev per completar un triangle amorós molt ridiculitzat vist per molts com una versió de la idea importada per França de l'amor sense restriccions que els joves radicals russos van associar amb els valors morals socialistes. En realitat, la imatge era més complicada. Ivan Panàiev, un talentós escriptor i periodista, va demostrar ser un home de família amb hàbits de solter i, quan va arribar Nekràssov, el seu matrimoni estava fet a trossos. Avdotia, que veia la desigualtat de gènere com una greu injustícia social, es considerava lliure de les obligacions matrimonials, però encara no estava disposada a trencar els vincles amb un bon amic. Un estrany equip romàntic/professional que unia col·legues i amants (va continuar sortint amb el seu marit, enviant el seu gelós hoste a atacs de fúria) va ser difícil per als dos homes, doblement per a una dona en una societat aliena a aquests experiments.

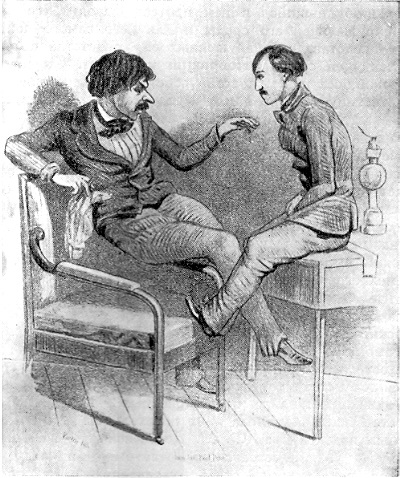
Panaiev i Nekràssov, de Nikolai Stepanov

La casa dels Panaiev aviat es va convertir en la seu no oficial ' Sovremennik. En tàndem amb Panaieva (que va utilitzar el pseudònim NN Stanitski) Nekràssov va escriure dues grans novel·les, Tres països del món (1848–1849) i El llac mort (1851). Descartat per molts crítics com una mica més que una estratagema que serveix per omplir els buits de Sovremennik deixats per les retallades censurals i criticat per uns quants dels seus col·legues (Vasili Botkin va considerar que aquesta fabricació era humiliant per a la literatura), en retrospectiva, es veuen desiguals. però curiosos experiments literaris no exempts dels seus mèrits artístics.
Els poemes de Nekràssov dedicats i inspirats en Avdotia van formar el Cicle Panaieva que va suposar «en la seva totalitat... un llarg poema que explicava la història d'amor apassionada, sovint dolorosa i morbosa», segons un biògraf. Només aquests poemes es poden jutjar per la naturalesa de la seva relació tempestuosa. Hi va haver una correspondència entre ells, però en un atac de ràbia Panaieva va destruir totes les cartes (Ara, plora! Plora amargament, no podràs tornar-les a escriure, li va retreure Nekràssov en un poema anomenat Les cartes). Diversos versos d'aquest cicle es van convertir en novel·les musicals, un d'ells, Perdona! Oblida't dels dies de la tardor... (Прости! Не помни дней паденья...) ha estat musicat per no menys de quaranta compositors russos, començant per César Cui el 1859, i incloent Nikolai Rimski-Kórsakov i Piotr Ilitx Txaikovski.

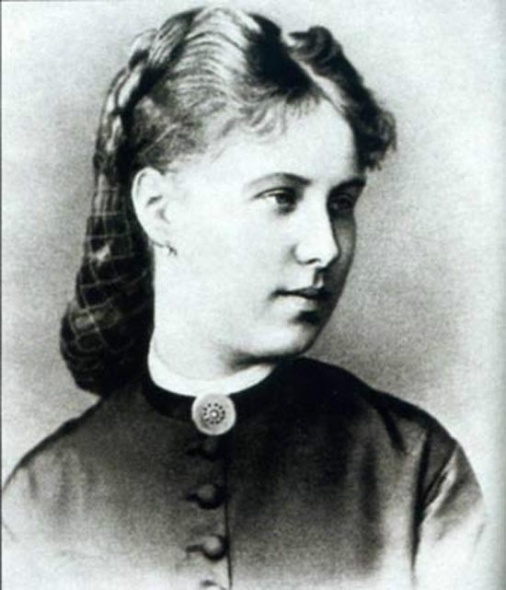
Zinaida Nekrasova

El 1849 Panaieva va donar a llum un fill, però el nen va morir aviat. Una altra mort, d'Ivan Panaiev el 1862, va separar encara més la parella. El motiu principal de la marxa final de Panaieva, però, va ser el caràcter difícil de Nekrasov. Era propens a patir atacs de depressió, ràbia, hipocondria i podia passar-se dies «escampat al sofà del seu gabinet, molt irritat, explicant a la gent com odiava a tothom, però sobretot a si mateix», segons Zhdanov. «Els teus riures, les teves conversacions alegres no van poder dissipar els meus pensaments morbosos/Només van servir per fer bojar la meva ment pesada, malalta i irritada», va confessar en un poema.
El 1863, mentre encara estava amb Panaieva, Nekràssov va conèixer l'actriu francesa Celine Lefresne, que en aquell moment actuava al Teatre Mikhailovski amb la seva companyia. Es va convertir en la seva amant; Nekràssov, quan era a França, es va allotjar al seu pis de París diverses vegades; va fer una visita a Karabikha el 1867. Celine era un esperit afí i feia dels seus viatges a l'estranger una alegria, encara que la seva actitud cap a ell s'ha qualificat de seca. Nekrasov va ajudar econòmicament a Celine i li va donar una quantitat considerable de diners (10,5 mil rubles).
El 1870 Nekrasov va conèixer i es va enamorar de Fiokla Anisimovna Viktorova, de 19 anys, una noia de camp per a qui va inventar un altre nom, Zinaida Nikolaievna (l'original el va considerar massa simple). Educada personalment pel seu amant, aviat va aprendre de memòria molts dels seus poemes i es va convertir en la seva secretària literària. Zina va ser tractada amb respecte pels amics literaris del poeta, però no per Anna Alexeievna, la germana de Nekràssov, que considerava inacceptable aquesta aliança. Les dues dones van fer les paus a mitjans de la dècada de 1870, ja que estaven assegudes al llit per torns per al poeta moribund. El 7 d'abril de 1877, en un gest simbòlic de gratitud i respecte, Nekràssov es va casar amb Zinaida Nikolaievna a casa seva.

## Estil
Socialista utòpic, relacionat durant els anys 60 i 70 amb els populistes, Nekràssov partia, com a literat, d'una posició profundament ètica. Considerava l'escriptor amb el deure moral de reflectir els sofriments del poble, i sentia admiració pels revolucionaris.
Amplià el marc temàtic de la poesia en introduir-hi els temes propis de la prosa realista de l'època. Revitalitzà els gèneres, continuant el treball d'afebliment de fronteres entre ells, començat per Puixkin i els seus contemporanis. Èpica, lírica, sàtira, se li entrecreuen; dedica formes velles a continguts nous; irromp en el llenguatge poètic tradicional amb prosaismes, dialectalismes i neologismes; s'inspira en la tonalitat, formes i llenguatge de la poesia popular. Va ser un gran experimentador dels ritmes i de la sonoritat del vers. Personatge polèmic, molt influent en la seva època, sobrevalorat o subvalorat en funció dels seus continguts, després de la revisió a què fou sotmès a cavall de segle per simbolistes i formalistes, avui ningú no li discuteix un dels primers llocs dins de la història de la poesia russa.

## Obra
- Les dones de Rússia
- La Troica (1846)
- Ahir vaig veure al capaltard... (1848)
- El taüt (1850)
- La teva vena irònica (1850)
- Som tots dos d'una mena insensata (1851)
- Oh, calla, musa de tristor i revenja! (1855)
- Reflexions al portal d'una casa (1858)
- Cavaller per una hora (1862)
- El ballet (1865)
- Rússia (1869)
- Glaç del nas vermell (1864)